# مسئله سقراطی
مسئلۀ سقراطی اشاره به دشواری‌هایی دارد که مورخان فلسفه در تحقیقات تاریخی دربارهٔ افکار سقراط با آن‌ها روبه‌رو هستند.
دربارهٔ برخی فلاسفه، اطلاعات مسلّم بسیار کم است؛ مثلاً از بسیاری از فلسفه‌دانان پیشاسقراطی مطلب چندانی که نوشتهٔ خودشان باشد؛ به جا نمانده است و مورخان صرفاً بر اساس تعداد محدود نقل‌قول‌ها و برداشت‌هایی که افلاطون و ارسطو در آثارشان از این فلسفه‌دانان آورده‌اند، راجع به آن‌ها کسب اطلاع کرده‌اند.
امّا در مورد سقراط، معلوم نیست که به راستی چه میزان او را می‌شناسیم. او از خود اثری به جای نگذاشته؛ امّا دو تن از شاگردانش، گزنفون و افلاطون مطالب بسیاری دربارهٔ او نوشته‌اند که بر اساس آن‌ها مورّخان به تحقیق در خصوص سقراط می‌پردازند. این‌جا چند مشکل پدیدار می‌شود؛ نخست اینکه نوشته‌های گزنفون و افلاطون بسیار با هم اختلاف دارند و مشخص نیست که به کدامیک می‌توان اعتماد نمود.
هم بر اساس آثار گزنفون و هم بر اساس آثار افلاطون، سقراط در بازار آتن به مناظره می‌پرداخته و به جوانان فلسفه می‌آموخته‌است، لیکن چون سوفسطائیان دست‌مزد دریافت نمی‌کرده‌است. همچنین او را در ۳۹۹ پیش از میلاد در حدود ۷۰ سالگی به مرگ محکوم کرده‌اند. به علاوه، می‌دانیم که سقراط می‌بایست شخص بسیار مشهوری بوده باشد؛ چرا که آریستوفانس در نمایشنامهٔ ابرها او را دست انداخته‌است. امّا از این نکات که بگذریم، به اختلافات میان سقراط گزنفونی و سقراط افلاطونی می‌رسیم.
در این میان برخی مورخان عمدتاً جانب گزنفون و برخی جانب افلاطون را گرفته‌اند. گزنفون سقراط را به صورت شخصی بسیار دین‌دار نسبت به خدایان المپ معرفی می‌کند، امّا خصومتی را که با محکومیت او در حقش روا شد، توجیه‌نشده باقی می‌گذارد. به قول برنت:«دفاع گزنفون از سقراط بیش از حد توفیق‌آمیز است. اگر سقراط چنان بود که او می‌گوید، هرگز محکوم به مرگ نمی‌شد.»
با این وجود مورخان هوادار او استدلال می‌کنند که او شخصی سپاهی و با یک جهان‌بینی عادی و متعارفی بوده؛ و قدرت خیال‌پردازی و دروغ‌گویی نسبت به سقراط را نداشته‌است. درحالیکه افلاطون، علاوه بر فیلسوف بودن، ادیب و نویسنده‌ای بسیار زبردست بوده و قویّا به نظر می‌رسد که در بسیاری آثارش، افکاری را به سقراط نسبت داده‌است که در واقع افکار خود او بوده‌است. مشخص نیست در صورت اعتماد به افلاطون، او در کجا دغدغهٔ شناساندن افکار سقراط واقعی را داشته و در کجا افکار خودش را به نام افکار سقراط گزارش داده‌است.
از سوی دیگر، مورخانی که برای شناخت سقراط عمدتاً به آثار افلاطون استناد می‌کنند، استدلال می‌کنند که نقل سفیه از قول عاقل هرگز دقیق نیست؛ و گزنفون ناخودآگاه سخنان سقراط را به زبانی ترجمه کرده که برایش قابل فهم باشد.

## مطالعهٔ بیش‌تر
- Popper, Karl (۲۰۰۲) The Open Society and Its Enemies. New York: Routledge. ISBN 978-0-415-29063-0.
- Schleiermacher, Friedrich (۱۹۷۳) Introductions to the Dialogues of Plato. Ayer Co. Publishers. ISBN 978-0-405-04868-5.
- Schleiermacher, Friedrich (۱۹۹۶) Ueber die Philosophie Platons. Philos. Bibliotek. Band 486, Meiner Verlag. ISBN 978-3-7873-1462-1.